# Industrie- und Handelskammer Osnabrück-Emsland-Grafschaft Bentheim

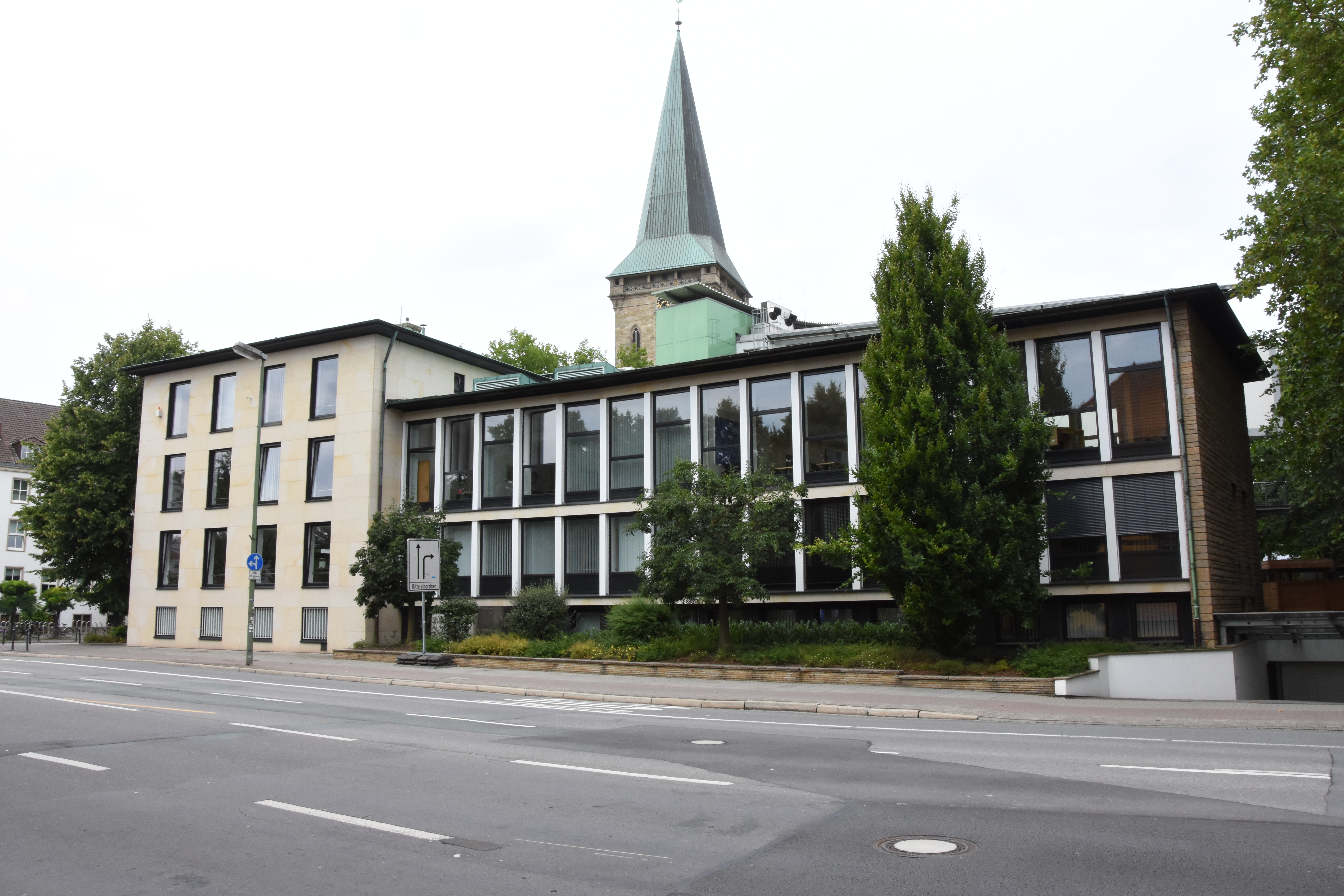
Verwaltungsgebäude der IHK Osnabrück – Emsland – Grafschaft Bentheim in Osnabrück

Die Industrie- und Handelskammer (IHK) Osnabrück – Emsland – Grafschaft Bentheim ist eine von 79 Industrie- und Handelskammern in Deutschland und vertritt das Gesamtinteresse der regionalen Wirtschaft. Zum IHK-Bezirk gehören die Landkreise Grafschaft Bentheim, Emsland (jedoch ohne die Stadt Papenburg, welche zur IHK für Ostfriesland und Papenburg gehört) und Osnabrück sowie die Stadt Osnabrück. Die IHK Osnabrück – Emsland – Grafschaft Bentheim vertritt über 63.000 Unternehmen in der Region. 450 Unternehmer engagieren sich in den gewählten IHK-Gremien und 2.500 Personen sind als ehrenamtliche Prüfer tätig. Die IHK Osnabrück – Emsland – Grafschaft Bentheim beschäftigt darüber hinaus 85 Mitarbeiter.

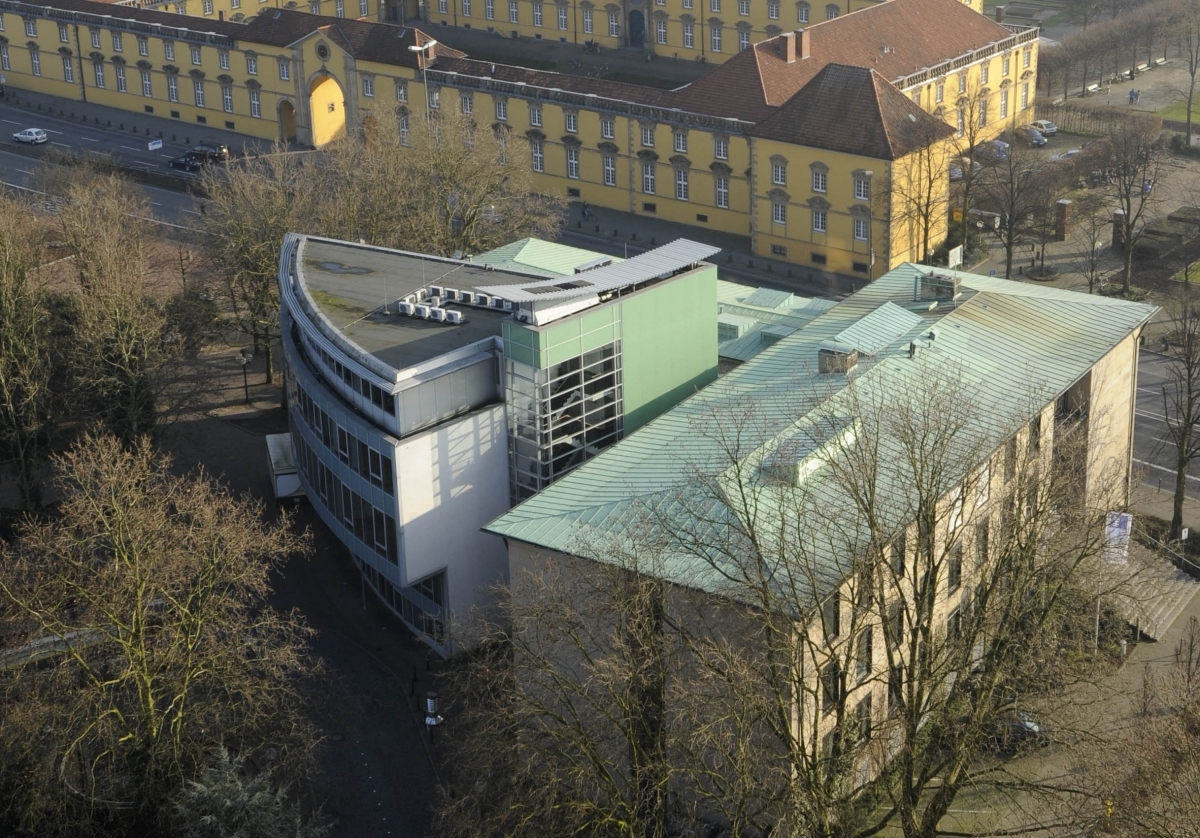
IHK-Gebäude Osnabrück (im Hintergrund die Universität)

## Selbstverwaltung der Wirtschaft
Die IHK ist als Körperschaft des öffentlichen Rechts vom Staat mit der Aufgabe der Selbstverwaltung der regionalen Wirtschaft beauftragt. Sie wird gemeinsam durch den Präsidenten Uwe Goebel, der am 4. Dezember 2018 von der Vollversammlung als Nachfolger von Martin Schlichter gewählt wurde, und den Hauptgeschäftsführer Marco Graf vertreten. Basis der IHK-Arbeit ist das ehrenamtliche Engagement regionaler Unternehmen in Gremien und Ausschüssen.

## Aufgaben
Die Industrie- und Handelskammer ist eine Körperschaft des öffentlichen Rechts und damit Hoheitsträger. Die nach dem IHK-Gesetz übertragenen Aufgaben basieren auf drei Säulen:
- wirtschaftspolitische Interessenwahrnehmung im IHK-Bezirk, im Bundesland und im Bund,
- Wahrnehmung der öffentlich-rechtlichen Aufgaben, die den IHKs vom Staat übertragen worden sind,
- Service für die Bezirkswirtschaft.

Die Wahrnehmung dieser Aufgaben wird von der IHK als Service verstanden und angeboten.
Eine weitere Aufgabe der IHK ist die öffentliche Bestellung und Vereidigung von Sachverständigen. Im Bereich der finanzwirtschaftlichen Immobilienbewertung ist diese inzwischen jedoch weitgehend durch den EU-Personenzertifizierungsstandard gem. DIN ISO EN 17024 abgelöst worden.

## Geschichte
1843 wurde in Osnabrück der Handelsverein gegründet. Dieser löste sich mit der Kammergründung auf. Rechtsgrundlage für die Handelskammern im Königreich Hannover war das Königlich Hannoversche Gesetz vom 5. Oktober 1864 betr. Einführung des allgemeinen deutschen Handelsgesetzbuches. Danach war die Regierung ermächtigt, Handelskammern zu errichten. Eine Verordnung vom 7. April 1866 regelte die rechtlichen und organisatorischen Einzelheiten. Mit Bekanntmachung vom 5. Juni 1866 ordnete das Königliche Ministerium des Innern für den Landdrosteibezirk Osnabrück die Bildung von zwei Kammern mit dem Sitz in Osnabrück (Handelskammer Osnabrück) und Lingen (Handelskammer Lingen) an. Der Kammerbezirk der Handelskammer Osnabrück entsprach dem ehemaligen Fürstentums Osnabrück mit damals 773 Unternehmen.
Zum 1. Oktober 1871 wurde die die Handelskammer Lingen aufgehoben und dessen Kammerbezirk sowie der westfälische Kreis Tecklenburg dem Osnabrücker Kammerbezirk zugeordnet.
Im Jahr 1906 bezog die Handelskammer ihr eigenes neues Gebäude in der Schlagvorder Straße. 1924 wurde der Name der Kammer in Industrie- und Handelskammer Osnabrück geändert.
Nach der Machtergreifung der Nationalsozialisten wurde die Kammer gleichgeschaltet und die Selbstverwaltung der Wirtschaft abgeschafft. Stattdessen wurde das Führerprinzip eingeführt: Der Kammerpräsident wurde ernannt und ernannte wiederum die Kammermitglieder. Zum 1. Januar 1943 wurde die Kammer aufgehoben und in die Gauwirtschaftskammer (hier die Gauwirtschaftskammer Weser-Ems) überführt. Allerdings verblieb in Osnabrück eine Außenstelle, die „Wirtschaftskammer Osnabrück im Bereich der Gauwirtschaftskammer Weser-Ems“, in der die IHK und die Handwerkskammer Osnabrück aufgingen.
Nach dem Krieg trennten sich Handelskammer und IHK wieder. Nach einigem Hin und Her genehmigte die Militärregierung im November 1945 den Betrieb der IHK und am 15. August 1946 fanden die ersten freien Kammerwahlen statt.
Seit 2011 trägt die bisherige IHK Osnabrück-Emsland den Namen IHK-Osnabrück – Emsland – Grafschaft Bentheim. Mit der Umbenennung möchte man hervorheben, dass sie die Interessen aller Regionen innerhalb der IHK vertrete.

## Präsidenten
- 1866–1876: Carl Gosling
- 1876–1889: Theodor Hartmann
- 1889–1913: Dr. August Haarmann
- 1914–1915: Carl Ludewig
- 1915–1929: Dr. Ernst Stahmer
- 1929–1933: Carl Stolcke
- 1933–1945: Gustav Hagen
- 1945–1950: Gerhard Schoeller
- 1950–1973: Dr. Rudolf Beckmann
- 1973–1990: Hans-Georg Gallenkamp
- 1990–1998: Hans Berentzen
- 1998–2003: Hermann Elstermann
- 2003–2005: Uwe Beckmann
- 2005–2013: Gerd-Christian Titgemeyer
- 2013–2018: Martin Schlichter
- seit 2018: Uwe Goebel[3]